# Soberano Jr.
Soberano Jr. (nacido el 12 de agosto de 1993) es un luchador profesional mexicano, enmascarado que trabaja actualmente para el Consejo Mundial de Lucha Libre (CMLL). El verdadero nombre de Soberano Jr. no es una cuestión de registro público, como suele ser el caso de los luchadores enmascarados en México, donde sus vidas privadas se mantienen en secreto de los fanáticos de la lucha libre. Es un luchador de tercera generación, hijo de Euforia y nieto de Pablo Moreno Román, conocido bajo el nombre de El Soberano.

## Carrera

### Primeros años (2008-2010)
Soberano Jr. fue entrenado tanto por su abuelo Pablo Moreno Román, conocido por su nombre de Soberano como por su padre, mejor conocido con el nombre de Euforia. Hizo su debut en la lucha profesional a la edad de 13 años, trabajando en el circuito independiente local en Torreón, Coahuila. Durante las primeras partes de su carrera compitió como El Nieto del Soberano, pero luego cambió su nombre a Soberano Jr. o El Soberano Jr., el mismo nombre de utilizado por su padre.

### Consejo Mundial de Lucha Libre (2010-presente)
Comenzó a entrenar en la escuela de lucha del Consejo Mundial de Lucha Libre (CMLL) e incluso compitió en el Concurso de Culturismo 2010 de CMLL, antes de haber debutado en el ring para la empresa, ocupó el tercer lugar en la categoría de principiantes. No haría su debut en el ring para CMLL hasta seis meses después, el 7 de junio de 2011, donde se unió con Trueno perdiendo ante Semental y Apocalipsis en Arena México. Durante la lucha el 7 de septiembre de 2012 entre el equipo de Soberano Jr. y Horus y Camorra e Inquisidor, Soberano Jr. se lesionó debido a un movimiento equivocado y fue sacado de la arena en una camilla. Soberano Jr. no volvería a luchar por más de un mes antes de recuperarse por completo. El 26 de febrero de 2013, Soberano Jr. superó a Camaleón, Stigma, Horus, Hombre Bala Jr., Akuma, Espanto Jr., Herodes Jr., Cholo y Bobby Zavala para clasificarse para la final del Torneo Sangre Nueva 2013. Soberano Jr. derrotó a Taurus, dos caídas a una para ganar el torneo Sangre Nueva 2013. A finales de marzo de 2013, Soberano Jr. fue anunciado como uno de los Novatos, o novatos, en el Torneo Gran Alternativa de 2013, o "Gran torneo alternativo". La Gran Alternativa combina un novato con un luchador experimentado para un torneo de equipo.
Soberano Jr. hizo equipo con el luchador La Sombra y compitió en el Bloque B que tuvo lugar en el programa Super Viernes del 19 de abril de 2013. El equipo derrotó a Herodes Jr. y El Terrible en la primera ronda, Sensei y Rush en la segunda ronda, pero perdió ante Bobby Zavala y Rey Escorpión en las semifinales. El 7 de abril de 2013, Soberano Jr. trabajó en su primer gran evento CMLL cuando se unió con Metatrón para derrotar a Espanto Jr. y Guerrero Negro Jr. en la lucha inaugural del 70th Aniversario del Arena Coliseo.
A finales de 2014, Soberano Jr. y Star Jr. comenzaron una alianza como "Los Principes del Ring". Estuvieron involucrados en una pelea con Ramstein y Cholo, que terminó en una Lucha de Apuestas, el 6 de enero de 2015, que ganó Los Príncipes, tomando las máscaras de sus oponentes. In January 2017, Soberano Jr. made his Japanese debut by taking part in Fantastica Mania 2017, the annual tour co-produced by CMLL and New Japan Pro Wrestling (NJPW). En enero de 2017, Soberano Jr. hizo su debut en Japón al participar en FantasticaManía, la gira anual coproducida por CMLL y New Japan Pro-Wrestling (NJPW). El 14 de abril de 2017, Soberano Jr. superó a El Hijo del Signo, Oro Jr., Espanto Jr., The Panther, Canelo Casas, Drone y El Cuatrero para clasificarse para la final del torneo La Copa Junior Nuevo Valores 2017, un torneo para luchadores de segunda o tercera generación. Dos semanas después derrotó a Sansón para ganar todo el torneo.
El 13 de mayo de 2017, Soberano Jr. derrotó a Rey Cometa para ganar el Campeonato Nacional de Peso Wélter de México, su primer campeonato del CMLL. En junio de 2017, Soberano se asoció con el luchador Carístico para el Torneo Gran Alternativa 2017. El dúo derrotó a los equipos de Ángel de Oro y Oro Jr., Flyer y Volador Jr., Canelo Casas y Negro Casas para calificar para la final. El 16 de junio, los dos derrotaron a Sansón y Último Guerrero para ganar el torneo Gran Alternativa 2017. Soberano Jr. competiría en la Super Junior Tag League 2018 con Volador Jr. Terminaron con un récord de 2-5, sin poder avanzar a la final.

## Campeonatos y logros
- Consejo Mundial de Lucha Libre
  - Campeonato Mundial de Peso Medio del CMLL (1 vez)
  - Campeonato Nacional de Peso Welter (1 vez)
  - Torneo Gran Alternativa (2017) – con Carístico[20]
  - Torneo Sangre Nueva (2013)[22]
  - La Copa Junior (2017)[16]
  - Torneo de La Leyenda Azul (2021)

- Pro Wrestling Illustrated
  - Situado en el Nº385 en los PWI 500 de 2019[23]
  - Situado en el Nº334 en los PWI 500 de 2020[24]